# Alcides Fernandes
Alcides Fernandes da Silva (Cariús, 01 de outubro de 1967) é um pastor e político brasileiro filiado ao Partido Liberal (PL). Foi eleito deputado estadual pelo Ceará.
Em maio de 2023 ele, junto de outros deputados do PL, foram cassados por fraude da cota de gênero. O grupo tentou entrar com recurso, mas esse foi negado pela justiça. Em abril de 2024, o TSE deu parecer pela manutenção da cassação.